# Vacances au pays
Pour plus de détails, voir Fiche technique et Distribution.
Vacances au pays est un film franco-germano-camerounais réalisé par Jean-Marie Teno et sorti en 2001.

## Fiche technique
- Titre : Vacances au pays
- Réalisation : Jean-Marie Teno
- Scénario : Jean-Marie Teno
- Photographie : Moussia Dakité et Jean-Marie Teno
- Son : Lardia Thiombiano
- Montage : Christiane Bagdley
- Musique : Ben's Belinga, Marianne Entat et Brice Wassy
- Production : ZDF - Arte - Les Films du Raphia - Raphia Films Productions
- Pays d'origine :  France -  Allemagne -  Cameroun
- Durée : 75 minutes
- Date de sortie : France - 17 octobre 2001

## Distinctions

### Sélections
- Berlinale 2000
- Cinéma du réel 2000
- Visions du réel 2000

### Récompense
- Festival Vues d'Afrique de Montréal 2000 : grand prix de la communication interculturelle